# No Line on the Horizon
A No Line on the Horizon a U2 2009. március 2-án megjelent stúdióalbuma. Ez az együttes első albuma a 2004-es How to Dismantle an Atomic Bomb óta. A két album kiadása közötti idő csaknem 4 és fél év, ami a leghosszabb az együttes történelmében. Az első kislemez az albumról kimásolt Get On Your Boots című dal, aminek lejátszása január 19-én kezdődött meg az ír RTÉ rádióban.

## Felvételek
A felvételek egy új albumra 2006-ban kezdődtek meg a Vertigo turné szünetében Rick Rubin producerrel, ám később Bono bejelentette, hogy ezek a felvételek nem lesznek rajta az új albumon. (Két dal született meg a felvételekből, mely még 2006-ban megjelent kislemezen, a "Window In The Skies" és a "The Saints Are Coming") Az együttes a koncertezés után 2007 elején Marokkóba érkezett, hogy megkezdje a felvételeket, immár Brian Enóval és Daniel Lanois-szal. Itt az elmondásuk szerint erős marokkói népzenei hatás érte a dalokat, majd a felvételek Dublinban folytatódtak. Kis szünet után New Yorkban folytatódtak a munkák, és Londonban fejeződtek be.

## Formátumok
- CD változat: Tartalmazza a CD-t és egy 24 oldalas bookletet.
- Digipack: Tartalmazza a CD-t, egy posztert, egy 36 oldalas bookletet, és egy letöltési lehetőséget Anton Corbijn Linear című filmjéhez.
- EE verzió: A Kelet-európai verzió tartalmazza a CD-t és egy 4 oldalas bookletet.
- Magazin verzió: Tartalmazza a CD-t egy 60 oldalas magazint és letöltési lehetőséget Anton Corbijn filmjéhez.
- Vinyl verzió: Az album két bakelit lemezen.
- Boxset: limitált, tartalmazza a CD-t, Anton Corbijn Linear című filmjét, egy 64 oldalas könyvet, valamint egy posztert.

## Dalok
| 1.    | No Line On The Horizon                    | 4:12 |
| 2.    | Magnificent                               | 5:24 |
| 3.    | Moment Of Surrender                       | 7:24 |
| 4.    | Unknown Caller                            | 6:03 |
| 5.    | I'll Go Crazy If I Don't Go Crazy Tonight | 4:14 |
| 6.    | Get On Your Boots                         | 3:25 |
| 7.    | Stand Up Comedy                           | 3:50 |
| 8.    | Fez (Being Born)                          | 5:17 |
| 9.    | White As Snow                             | 4:41 |
| 10.   | Breathe                                   | 5:00 |
| 11.   | Cedars Of Lebanon                         | 4:13 |
| 53:44 |                                           |      |

2009 februárjának elején az album kiszivárgott, mert Ausztráliában három héttel hamarabb elérhetővé tették, ezáltal az album több héttel a megjelenése előtt felkerült a fájlmegosztó hálózatokra.

## A következő album
2009 februárjában Bono bejelentette, hogy azokat a dalokat, melyeket nem használtak fel a "No Line On The Horizon" című lemezen (nagy valószínűséggel a Rick Rubinnal készített dalokkal együtt) egy 2009 végén (más források szerint 2010 elején, esetleg végén) megjelenő Songs of Ascent című albumukra fog felkerülni, és első kislemezük erről az albumról az Every Breaking Wave című dal lesz. 
Az album időről időre késleltetve lett. Sok találgatás után a zenekar 2014. szeptember 9-én kiadta tizenharmadik, Songs of Innocence című albumát.